# Crasna din Deal
Crasna din Deal – wieś w Rumunii, w okręgu Gorj, w gminie Crasna. W 2011 roku liczyła 457 mieszkańców.